# (17432) 1989 SR
1989 أس أر (ويعرف أيضًا باسم (17432) 1989 أس أر وفق تسمية الكوكب الصغير) (بالإنجليزية: 1989 SR)‏ هو كويكب ضمن حزام الكويكبات؛ وترتيبه 17432 من حيث الاكتشاف.
اكتُشف هذا الجُرم الفلكي بواسطة هيروشي كانيدا في 29 سبتمبر 1989.

## وصلات خارجية
- (17432) 1989 SR في قاعدة بيانات مختبر الدفع النفاث لأجرام النظام الشمسي الصغيرة

- الاكتشاف · مخطط المدار ·  العناصر المدارية · المعلمات المادية

- (17432) 1989 SR على موقع ويكي سكاي: DSS2, SDSS, GALEX, IRAS, Hydrogen α, X-Ray, Astrophoto, Sky Map, Articles and images